# Lom (Rakovnická pahorkatina)
Lom je jeden z nejznámějších vrcholů přírodního parku Manětínská s nadmořskou výškou 657,4 m. Nachází se 6 km jižně od Manětína a cca 1,5 km západně od samoty Libenov v rozsáhlém komplexu Lomské vrchoviny (podcelek Rakovnické pahorkatiny). Na rozdíl od nedaleké Velké Mýti (658 m n. m.) je vrchol Lomu dobře patrný a vyčnívá nad okolní krajinu. Mezi zajímavosti patří, že v minulosti mezi tímto kopcem a Čertovo vrchem na místě zvaném Tokaniště hnízdil tetřev hlušec.
Z geomorfologického hlediska se jedná o odlehlík strukturně denudačního hřbetu se zbytky sníženého třetihorního povrchu tvořený karbonskými slepenci a arkózami.